# Tarsiphantes latithorax
Tarsiphantes latithorax is een spinnensoort in de taxonomische indeling van de hangmatspinnen (Linyphiidae).
Het dier behoort tot het geslacht Tarsiphantes. De wetenschappelijke naam van de soort werd voor het eerst geldig gepubliceerd in 1905 door Embrik Strand.